# Базилевский, Измаил Николаевич
Измаи́л (Исмаил) Никола́евич Базиле́вский (1881—1941) — священник, священномученик.

## Биография
Родился 7 июля 1881 года в с. Ново-Макаровка Полянского (возможно, Новохопёрского) уезда Воронежской губернии в семье псаломщика Николая Васильевича Базилевского.
Всего в семье было семь детей: Измаил, Павел (служил дьяконом, скончался в 1919 г.), Григорий (1885—1937, служил священником, расстрелян), Николай, Любовь, Мария и Ольга.

Николай Васильевич Базилевский с сыновьями, предположительно юноша в чёрном костюме — Измаил Николаевич

Измаил Николаевич Базилевский окончил Воронежскую Духовную Семинарию примерно в 1901 г.
С 1901 по 1909 год служил учителем сельской школы. В течение некоторого времени работал управляющим у помещика Резникова. Священный сан иерея принял в 1915 году. Служил в селе Отскочное Тамбовской губернии (ныне в Липецкой области) в 1915—1923 гг. и в селе Скорняково Воронежской губернии (ныне также в Липецкой области) в 1923—1930 гг. В 1930 церковь была закрыта, после чего Измаил Николаевич поселился в Воронеже, на ул. Первомайская, дом 10, кв. 6. Начиная с 1930 г. работал счетоводом на заводе СКГ. С 1936 г. работал на разных работах — маляром, печником и т. д. Последнее место работы перед арестом — бухгалтер-калькулятор конторы Коопстройлес Облпотребсоюза.
Жена о. Измаила — Анна Николаевна. Дети — сын Александр (1907 г. рождения) и дочь Александра (1910 г. рождения).
Измаил Николаевич Базилевский был арестован в Воронеже 5 августа 1940 года.
17 сентября 1940 года Судебная Коллегия по уголовным делам Воронежского Облсуда в г. Воронеже, рассмотрела в закрытом заседании дело по обвинению Базилевского Измаила Николаевича, обвиняемого в преступлении, предусмотренном ст. 58-10 ч. 1 УК РСФСР.
Обвинение при осуждении — «антисемитизм, враждебно настроен к советской власти, среди своего окружения распространял контрреволюционную агитацию».
Статья обвинения 58-10 ч.1 УК РСФСР.

Измаил Николаевич Базилевский, 1940 г., арест

«ПРИГОВОР: Базилевского И. Н. подвергнуть наказанию — лишению свободы с отбыванием в ИТЛ сроком на 10 лет и 5 последующих дет лишения гражданских прав.»
Приговор был подтверждён Верховным Судом РСФСР 7 октября 1940 г. И. Н. Базилевский виновным себя категорически не признал.
В марте 1941 священник Измаил Базилевский был этапирован в Карлаг.
Вторично арестован в Карлаге 31 августа 1941 года по обвинению в том, что «систематически в июле-августе 1941 г. среди заключенных высказывал контрреволюционные измышления клеветнического и пораженческого характера, восхвалял капиталистический строй». Подсудимый Базилевский вину в предъявленном обвинении не признал.
5 ноября 1941 года священник Измаил Базилевский подал в Верховный Суд Каз. ССР Кассационную жалобу, в которой, в частности, говорил, что «…мне никогда не приходило на мысль проводить к-р агитацию, никогда я не был настроен против советской власти. Показания свидетеля з/к Захарова, что будто бы я говорил, что в нашей стране нет порядка, но я этого ему не говорил, а говорил, что многие рабочие недобросовестно относятся к порученному им делу, портят и воруют материалы и что это сказывается на производстве. Высшую администрацию в этом я нисколько не обвинял, а только высказывал желание, чтобы изменить это ненормальное явление. Показания свидетеля з/к Барбинова о том, что я будто бы говорил, что армия немецкая вооружена не хуже нашей, я категорически отрицаю, так как всегда говорил, что если Гитлер пошел по дороге Наполеона, то ему предстоит такой же конец. Эти мои слова он извратил, хотя по своему образованию он имеет смутное представление о войне 1812 года. Со свидетелем Барбиновым у меня были столкновения на почве его недобросовестного отношения к порученному ему делу, где он продал 105 мешков [неразборчиво] осуждал его за это и сказал, что кому-то придется отвечать и страдать за эти мешки. [Но он на] мое замечание только рассмеялся и ничуть [неразборчиво] не раскаялся. … Прошу Верховный Суд обратить внимание на мою жалобу и назначить пересмотр дела, так как я себя виновным не считаю. На советской работе я за 10 лет никогда не имел ни одного взыскания, самым честным и добросовестным образом относился к порученной мне работе, поэтому прошу покорнейше удовлетворить мою просьбу.
5. ХІ. 41 г. Базилевский».
«Постоянная сессия Карагандинского Облсуда при Карлаге НКВД, в закрытом судебном заседании, в с. Долинка 4 ноября 1941 года, рассмотрев дело по обвинению Базилевского И. Н. ПРИГОВОРИЛА: БАЗИЛЕВСКОГО И. Н. по ст. 58-10 ч. 2 УК РСФСР признать виновным и подвергнуть высшей мере наказания — РАССТРЕЛУ».
После закрытого судебного заседания суда священник Базилевский И. Н., не согласившись с вынесенным приговором, подал кассационную жалобу в Верховный суд Казахской ССР, в которой полностью опровергал выдвинутые против него обвинения, и просил назначить пересмотр дела, но кассационная жалоба не повлияла на вынесенный приговор.
Приговор приведён в исполнение 17 ноября 1941 года. Место погребения неизвестно.
И. Н. Базилевский реабилитирован 19.05.1998 первым заместителем прокурора Карагандинской области (реабилитация по 1941 году).
Священномученик священник Измаил Базилевский (Измаил Карагандинский) канонизирован 20.08.2000 Архиерейским Собором Русской Православной Церкви по представлению Алматинская епархии.
Дата Памяти по старому стилю: 4 ноября.
Дата Памяти по новому стилю — 17 ноября.
Пояснение Даты Памяти — день мученической кончины (1941 г.).
О потомках Измаила Николаевича: его сын Александр был дважды женат (имя второй жены — Клеопатра) и имел дочь (?) от первого брака; дочь Александра, по мужу — Гахович (имя мужа — Владимир), имела дочь Нину (по мужу — Зайцева). Нина Зайцева (Гахович) проживала в Воронеже, окончила университет, преподавала английский язык в средней школе номер 80 (по ул. Урицкого), в 2004 году скончалась.